# アーティキュレーション (音楽)
アーティキュレーション（articulation）とは、音楽の演奏技法において、音の形を整え、音と音のつながりに様々な強弱や表情をつけることで旋律などを区分すること。
フレーズより短い単位で使われることが多い。強弱法、スラー、スタッカート、レガートなどの記号やそれによる表現のことを指すこともある。アーティキュレーションの付けかたによって音のつながりに異なる意味を与え、異なる表現をすることができる。